# 赤松亮
赤松 亮 / 赤松 亮司（あかまつ りょう / あかまつ りょうじ）は、日本の映画プロデューサー。映画監督、脚本家、俳優、シンガーソングライターとしても活動。

## 来歴

### 経歴
鹿児島県出身。
幼少の頃神奈川県横浜市で過ごす。幼稚園にあがり程なくして大阪府交野市へ。託児所かわりに映画館に預けられたことから、様々な映画に触れる。
小学校2年の夏から中学校卒業までを大阪府高槻市で暮らす。映画館通いを繰り返し年間300本以上を鑑賞。映画製作への興味を持ち始める。東映太秦映画村にて志穂美悦子に会った際、映画への情熱を話すと、JACのオーディションを受けるようすすめられる。合格するも両親の反対を受け、入所を断念。
高校入学とともに三重県名張市に転居。親戚から譲り受けた8ミリカメラを手に映画製作を開始し、地元の新聞などで話題となる。
同級生の河田秀二とともに共同監督した「リョウ 荒野の中へ‐」では、主演俳優を務めるとともに、友人のバンドを従え主題歌を、アコースティック・ギターによるソロで挿入歌を提供。多岐にわたる才能を披露している。
高校卒業後、JACに入所。大学時代には映画製作の傍ら音楽活動を本格的に開始。学園祭のほかライブハウス出演もはじめる。
この頃より映画出演や音楽活動では「赤松 亮司」と名乗るようになる。
河田秀二監督作へアクション監督等でのスタッフ参加や出演多数。大阪写真（現ビジュアルアーツ）専門学校や日本写真専門学校などの学生の卒業制作映画に数々出演している。
JACのメンバーを集め、いくつものアクション映画を監督。このときのメンバーには、後に千葉真一監督作品で主演を飾る塩谷庄吾や、アクション監督で活躍する高木英一、北村修、山口章らがいる。
1990年、音楽活動に専念するためにJACを退所して事務所を移籍したが、移籍先はルックスを活かしたタレントとして売り出そうとしたため、方向性の違いからほどなく独立。
1991年、赤松亮司名義でアルバム『To The Mainstreet From The Backstreet』をリリース。インディペンデント流通でありながら、全国発売され好調な売れ行きをみせた。
1992年、アルバムタイトル曲をレコーディングし直した「To The Mainstreet From The Backstreet」（スペシャルシングルバージョン）を4曲入りシングルとしてリリース。まだ一般的ではなかったマキシシングルのはしりといえるが、4曲中3曲が先行するアルバム収録曲であったため商業的にはふるわなかった。
河田秀二監督『中尾慎司探検隊2』に出演、楽曲も使用される。
河田秀二監督作品がテレビ放映され話題となる中、映画館での上映をプロデュース。
サラリーマンに転向。音楽業界の末端に籍を置く。奈良県に転居。
1998年、奈良のFM局FMハイホーの開局に伴い番組プロデュース兼DJとして“Born To Rock”を担当。反響を呼び4年半に及ぶ長寿番組となるが、マンネリを嫌い自ら終わりにする。
2005年、会社を辞め映画製作に復帰。奈良県を舞台とした映画『あかりの里』（横田丈実監督）を制作プロデュース。クレジットされていないが出演もしている。
2007年、音のない世界を描いた短編映画『月光』（横田丈実監督）プロデュース。
2010年春公開予定の白鳥哲監督のドキュメンタリー『不食の時代』の大阪クルーとして参加中。
現在、サラリーマン時代の恩師をモデルとした映画『アイム・アライヴ』を準備しているほか、奈良を舞台とした短編映画、河田秀二とのセッションイベントを構想している。

## 作品リスト

### 映画（主な作品）
- 『リョウ 荒野の中へ‐』 1983

監督（河田秀二と共同監督）、主演、主題歌・挿入歌の作詞・作曲・演奏
- 『Happy Hat』 1989（河田秀二監督）

出演、ガンアクション演出

伊丹映画祭キャラクター賞
- 『中尾慎司探検隊2』 1992（河田秀二監督）

出演、楽曲提供、アクション監督

伊丹映画祭グリーンリボン賞グランプリ、広島映像展グランプリ、GUN＆アクション・ビデオコンテスト（ガンコン）銀賞
- 『あかりの里』 2006（横田丈実監督）

制作プロデュース
- 『月光』 2007（横田丈実監督）

プロデュース

### アルバム
『To The Mainstreet From The Backstreet』　1991.5.17
1. To The Mainstreet From The Backstreet
2. 理由なき反抗
3. 今の俺
4. 忘れていいのよ
5. 都会のざわめき
6. Rock'n'roll boy
7. Say Good-bye
8. ひとりぼっちの青春
9. Falling Star
10. スプリングスティーンがヒーローさ
11. 英雄

### シングル
「To The Mainstreet From The Backstreet」　1992.5.17
1. To The Mainstreet From The Backstreet（スペシャルシングルバージョン）
2. Rock'n'roll boy
3. 英雄
4. 出発（アルバム未収録）